# سودلا (رود)
سودلا رودخانه ای در شهرستان هارجو و لانه-ویرو واقع در استونیاست. طول این رودخانه ۷۲٫۶ کیلومتر و اندازه حوضه آن ۲۲۱٫۵ کیلومتر مربع است که به رودخانه یگالا می‌ریزد.
قزل آلا و آویشن‌ماهی نیز در این رود زندگی می‌کنند.